# 剣歯虎

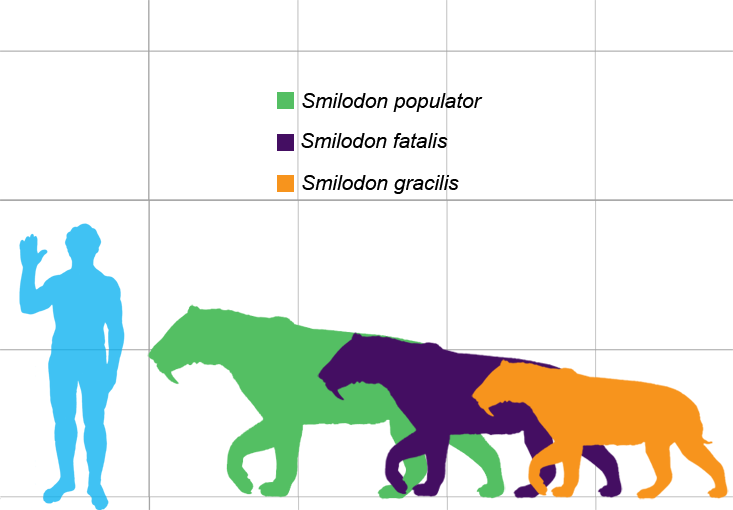
人間とスミロドンの大きさの比較

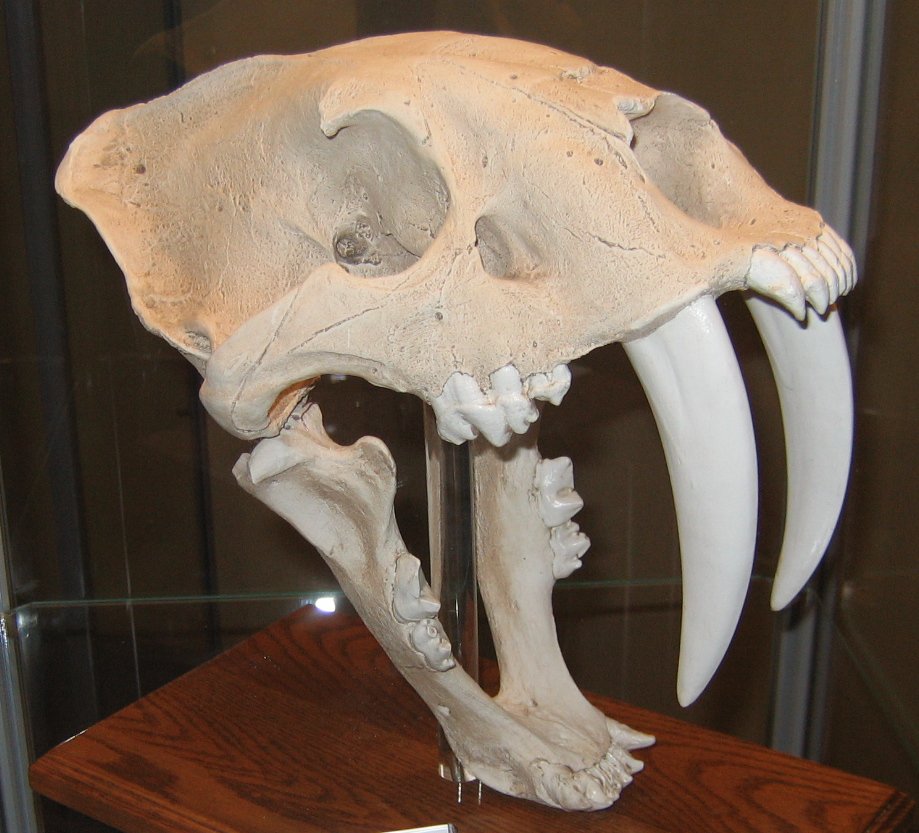
スミロドンの頭骨

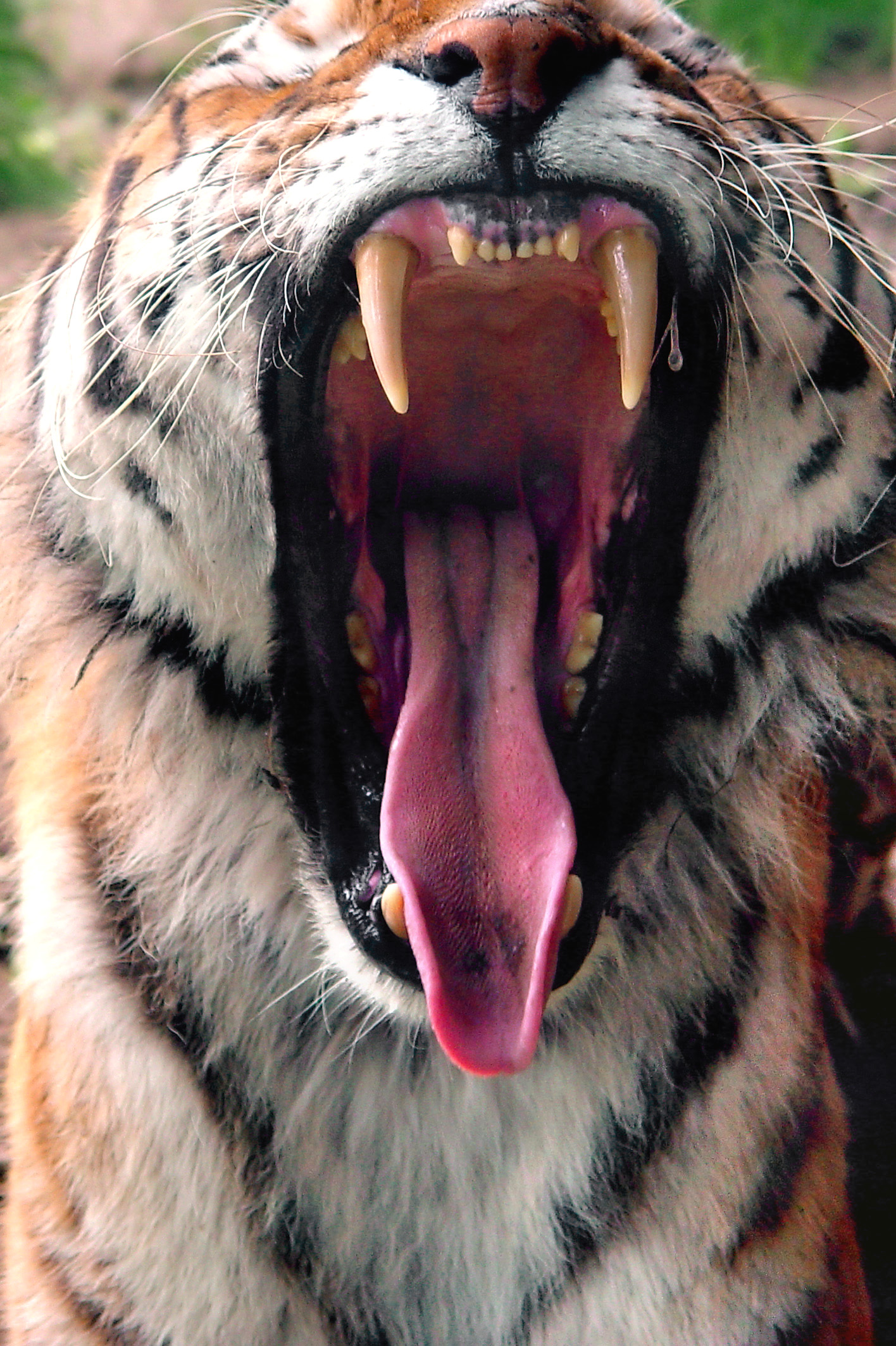
現在のトラの犬歯

剣歯虎（けんしこ、Saber-toothed cat）は、漸新世後期から更新世にかけて栄えたネコ科に属する食肉獣の中で、上顎犬歯がサーベル状となったグループ。

## 概要
おそらく単系統であり、マカイロドゥス亜科 Machairodontinae として分類される。別名はサーベルタイガー。
肩高は約1mから1.2m。体長は1.9～2.1m。体重は270kg。独自に発達した上顎犬歯は20センチに及ぶ短刀状の牙となり、大型動物を専門に狩るための武器として使用したと考えられる。

## 種類
- メタイルルス族
  - アデルファイルルス Adelphailurus
  - ディノフェリス Dinofelis
  - メタイルルス
  - ポントスミルス Pontosmilus
  - ステナイルルス Stenailurus
  - テライルルス Therailurus
- スミロドン族
  - メガンテレオン
  - パラマカイロドゥス Paramachairodus
  - スミロドン
- ホモテリウム族
  - ホモテリウム
  - ニムラヴィデス Nimravides
  - クセノスミルス Xenosmilus
  - マカイロドゥス
  - ミオマカイロドゥス Miomachairodus

剣歯虎は3族に分類される。ただし、メタイルルス族とスミロドン族は、おそらく側系統で、この順に分岐した。

## 系統
トラなどヒョウ属 Panthera に近いとする考えから剣歯虎、あるいは、ネコなどネコ属 Felis に近いとする考えから剣歯猫と呼ばれているが、実際は、ヒョウ属にもネコ属にも特に近くない系統である。
ホモテリウム Homotherium の遺伝子による分子系統では、ホモテリウムはネコ科の中で最初に分岐した。すなわち、ネコ属にもヒョウ属にも、ネコ科の一員であるという以上には近くない。剣歯虎全体は、現生ネコ科の系統と姉妹群である。
ウンピョウは現生種の中ではサーベル状の犬歯を持つが、ウンピョウ属は剣歯虎ではなくヒョウ属に近縁で、剣歯虎との関係は収斂進化である。

## 進化と形態
サーベル状の鋭利な犬歯(剣歯)は、哺乳類の進化の歴史の中で何度となく獲得されてきた。古くは非哺乳類の獣弓類であるゴルゴノプスなどが、ネコ科以外の哺乳類でもティラコスミルス(後獣類)やニブラブス科などに獲得例が見られ、これらは収斂進化の好例と見なすことができる。
漸新世後期から鮮新世にかけてはマカイロドゥスの類が発展し、鮮新世後期から更新世にかけてはホモテリウム・メガンテレオンなどが現われた。これらの動物の剣歯は、口を閉じた際には下顎にできた鞘状の長いくぼみに収まるようになっていたが、最後に出現した更新世のスミロドンはそうした鞘がなく、剣歯がじかに外に突き出していた。
2020年にロシアのサハ共和国北東部バジャリハ川にある後期更新世の永久凍土から、ミイラとなったHomotherium latidensの幼体、上半身が見つかった。この発見によって、毛並みや筋肉の付き方などが判明することとなった。

## 生態
剣歯虎の仲間は、ずんぐりした四肢の特徴から、俊足の中型・小形動物を高速で追跡して捕らえる事は困難であったと考えられ、動きが比較的緩慢な大型動物（ゾウやサイの類、メガテリウムの仲間など）を襲ったと考えられる。剣歯は長大だが厚みはあまりないため、噛み殺すというよりは、柔らかな首に噛みついて器官や血管を切断させることで失血死させたのだろうと思われている。犬歯は頭部上顎部と歯肉と歯根膜を媒介として繋がっているだけで、強い力が加わった場合、抜けたり、梃子作用により局部的に力が加わり上顎骨を破壊する危険性があり、剣歯虎も同様であったと想像される。
一方、その牙は死体を切り裂くために使われ、従って剣歯虎は死肉食であったとする見解も一部にある。しかし、古生物学者の鹿間時夫の見解では、攻撃獣の骨は損傷が多いが、腐肉食獣の方は骨に損傷がない。スミロドンの骨には損傷が目立つので、攻撃者だったと思われる。